# Aeropuerto Mayor Galo de la Torre
El Aeropuerto Mayor Galo de la Torre (IATA: TNW, OACI: SETE) fue un aeropuerto que sirvió a la ciudad de Tena, Provincia de Napo, Ecuador. Este aeropuerto cerró sus puertas en 2001 y, en 2011, fue reemplazado por el Aeropuerto Jumandy ubicado a 25 km (16 mi) al este.
Al tiempo de su cierre, el aeropuerto Mayor Galo de la Torre tuvo una pista de aterrizaje de asfalto que mide 1200 metros (3937 pies).

## Historia
El aeropuerto fue construido en conjunto con las pistas de aterrizaje en Pano y Shandia para mejorar la conectividad entre la Provincia de Napo y el resto del país. A diferencia de estas dos últimas pistas de aterrizaje, el aeropuerto fue utilizado con mayor frecuencia para pasajeros y carga desde y hacia Quito. El aeropuerto también fue utilizado por la Fuerza Aérea Ecuatoriana para trabajos logísticos.
En la década de los sesenta y setenta, la aerolínea ecuatoriana Transportes Aéreos Orientales (TAO) operaba vuelos regulares entre Tena y Quito. Saereo también voló en esta ruta en algún punto de su historia, entre 1994 y 2001.
Después de años sin uso, el aeropuerto fue cerrado en 2001 y, posteriormente, fue reemplazado por el nuevo Aeropuerto Jumandy, ubicado en Ahuano, en las afueras de la ciudad de Tena.

## Antiguos destinos
| Ciudad y provincia                                                   | Aeropuerto                              | Aerolínea                           | Observaciones                           |
| -------------------------------------------------------------------- | --------------------------------------- | ----------------------------------- | --------------------------------------- |
| [[Archivo:\|20x20px\|border\|Bandera de Pichincha]] Quito, Pichincha | Aeropuerto Internacional Mariscal Sucre | Saereo                              | Operó en algún punto entre 1994 y 2001. |
| [[Archivo:\|20x20px\|border\|Bandera de Pichincha]] Quito, Pichincha | Aeropuerto Internacional Mariscal Sucre | Transportes Aéreos Orientales (TAO) | Operó en las décadas de 1960 y 1970.    |